# クター
クター (Kutar) とは、株式会社ギガ連射が手がけるクターシリーズのゲームに登場するキャラクターの総称、またはその主役となるキャラクターの名前である。
当初はギガ連射において構想されていたメールソフトのキャラクターであったが、ミニゲームの第1弾として公開された「クターのナワトビ」が好評であったことから、アクションゲームのシリーズとなった。クターシリーズはオンラインソフトウェア大賞2000に入賞しており、2000年窓の杜大賞では話題賞を受賞、「キャラクターがかわいいと、その分ゲームも楽しくなる」と評価された。また2002年9月14日放送の「ランク王国」（TBS系列）において、「21世紀登場新キャラクター人気TOP10」の第10位としてクターが紹介されている。

## 種としての特徴
「イヌにもネコにもクマにも見えるが、そのどれでもない架空の生物」という設定である。耳は尖っているが頭の大きさに比して小さめで、尻尾も体長に比して短く、猫というよりもイタチ科の生物に印象が近い。
クターを扱った作品の大多数では、輪郭が太い線で描かれ、また立体的な描写を放棄した漫画チックな表現となっている。一部の3D表現の作品においても、立体描写は控えめである。
人間と同様に直立二足歩行で生活する。手足が細く短いが、人間と同等の運動能力を有する。基本的に服を着る習慣はないが、フォーマルな場など服を着ている描写も一部ある。
さまざまな体色（体毛）の個体が存在する。体色は基本的には単色だが例外も存在する。なお、主役のキャラクターである「クター」の体色はオレンジ色（■）。設定によれば、体毛は短く生え揃っており、手触りが大変心地よいという。性別があり、頬に頬紅のような丸い模様があるのが女の子（メス）。年齢に比例して身体が大柄になる。
どんなときでも表情を崩さない「無表情キャラ」であり、食事を摂るときですら口ひとつ動かさない。その一方で感情は豊かであり、全身を使って感情を表現する。
ヘマをやらかすなどしてピンチに直面すると、プニ〜（初期はブヨッ）という効果音とともに体が膨れてピンチをやり過ごす性質がある。ゲーム上では、ゲームオーバー時に必ず膨れたクターを見ることになる。なお驚いたときやショックを受けた際にも体が膨れる。
主な生息地は「テクノアイランド」と呼ばれる架空の島。クター達は娯楽を楽しんだり冒険したり、時にはバイトしたりと人生を謳歌しており、ある種の理想郷のような生活を送っている。テレビや自動車、鉄道など現代日本と同等の文明を有しているが、その技術の出所は不明。クターの作品群は、主にテクノアイランドでのクター達の日常を切り取ったものという位置づけであり、画面隅に必ずロケ地が記されている（北海道のオレンジに囲まれたところにいる、というヒトが教えたという説もある）。

## 主な登場キャラクター
2014年の「第2回テクノアイランドKTR選抜総選挙」では、モブキャラクターを含め123種のキャラクターが登場している。ただし『クターのタビペロ』や「ゆる〜いキャラゲーム」のみに登場するキャラクターは含まれていない。以下のキャラクターの特徴は主に公式サイトの「クターとなかまたち」による。

### クター系のキャラクター
クター
体はオレンジ色。無表情だが好奇心の強い「チャレンジャー」。オシャレにも関心がある。好物はリンゴ。
チェリー
白い体にピンクの頬を持つ。クターの恋人。おしゃべりと食べ歩きが趣味。好物はパンプキンパイ。
スモーク
体は黒色。用意周到かつ孤高な渋い性格であるが、お茶目な一面もある。好物はツナ。
ブロッソ
体は赤色。陽気で明るいが、ややせっかちな性格。走ることが好きで、いつも走り回っている。好物はジェラート。
グレープ
体は紫色。のんびりとしたマイペースな性格。寝ることが趣味。好物は茶。
チーク
ピンク色の体にピンクの頬を持つ。流行が気になるオシャレ好き。チェリーと仲が良く、一緒にウインドウショッピングに行くことも多い。好物は苺のタルトケーキ。
ネイビー
体は水色。性格は几帳面な働き者。まじめそうに見えるが、実はボーっとしている。チェリーに恋心を抱く。好物は煮物。
トラクター
体に虎のような模様を持つ。プライドは高いが臆病な性格。あまり姿を見せない「レア」な存在。好物はコーンフレーク。『クターのリフト』から登場。
ローネ
黒い体にピンクの頬を持つ。スモークの恋人。少しわがままで気の強い性格。寒がりであり、いつもスモークからもらった黄色いファーを首に巻いている。好物は乳酸菌飲料。
ピカクター
白い体に黄色の輪郭を持つ。機嫌がいいと体が光る。滅多に姿を見せない幻の存在。好物は大福。『クターのリフト』から登場。
パパクター
緑色の体でありカウボーイハットを被っている。確かな知恵を持ち頼りになる性格。好物はアンパン。『クターのロデオ』から登場。
ベリー
青紫色の体にピンクの頬を持つ。面倒見が良い友達思いの性格。好物はクリームおやき。「クターの年末大感謝祭2013」においてメインメンバーとなる。
ママクター
明るい水色の体にピンクの頬を持ち、帽子とスカーフを着けている。細かいことは気にしない性格。好物は生野菜サラダ。「クターの年末大感謝祭2013」から登場。
タビー
縞模様のある白い体にピンクの頬を持つ。そそっかしいが素直な性格。トラクターに憧れている。好物はポテトチップス。「クターの年末大感謝祭2013」から登場。
プレッツ
黄色の体であり卵の殻を身に着けている。クターがイメージキャラクターを務めたドメイン登録サービス「名づけてねっと」において登場。
Dr.クター
ロボクター
覆面クター
いずれもニュースサイト「CNET Japan」において登場したクター。

### その他のキャラクター
モーギュー
猛牛。強暴で暴れだすと止まらない性格。好物は「フレッシュな草」であり、毎日たくさんの草を食べる。「クターのロデオ」から登場。
ニューギュー
メスの乳牛。性格は強暴だが、普段はとてもおとなしい。モーギューとは仲が良く、二匹で遊ぶこともある。好物は乾燥コーン。
39ボウヤ
『クターのタビペロ』に登場する「39ショップ」の店長。なお「39ボウヤ」はゲーム中に登場するアイテムの名称でもある。
ザヤック
はなねずみ
ハムくまちゃん
ネコちん
ペッさん
ケン太
いずれも「クターの年末感謝祭2012」に現れたゆるキャラであり、「ゆる〜いキャラゲーム」において登場。

## クターのゲーム
クターをメインキャラクターとするゲームは、『クターの〜』と言うタイトルでほぼ統一されている。クター以外のキャラクターがメインキャラクターの場合は、そのキャラクター名が冠される。
ウェブゲームミニを除き、いずれのゲームにもランキング送信機能が付いており、インターネットでランキングを争うことができる（PCゲームの成績は何度でも送信可）。かつてはランキングのリセットを行っていなかったが、現在では毎月頭にリセットされている。
1999年12月の初作リリース以来、Windows向けのダウンロードして遊ぶゲームが中心であったが、2005年8月にAdobe Flashを利用したブラウザ内で遊べるゲームをリリースして以降はブラウザゲームへ比重が移りつつある。なお、2020年のFlashのサポート終了により、年内をもってFlashゲームの公開を終了した。現在ではAdobe FlashからHTML5（WebGL）への移行が進められているなど、別媒体での公開が予定されている。
基本的にはミニゲームといった感じの、比較的動作が軽く手軽に遊べるゲームが主であるが、過去に1作だけ『クターのロケット3D』というフル3D描画のゲーム(ただしこのゲームも趣旨としてはミニゲームである)がリリースされている。その他、雑誌に掲載された『クターのガウチ!?』シリーズや、メールマガジンの読者限定ゲーム、期間限定などで配信されたゲーム、各種イベントのギガ連射ブースで遊べたゲームなど一般公開されなかったゲームも多々ある(これらのゲームの一部は後で再度限定公開・一般公開されたものもある)。また、クターを使ったタイピング練習ソフトが市販されているほか、携帯電話向けゲームもPC版のリメイクゲーム・携帯限定ゲームを交えて配信されている。ニンテンドー3DS向けにもNintendo eShopを通し、「クターシリーズ」として10本のゲームソフトが配信されている。
これらのゲームには共通して、ランダムないしは特定の条件下でのみ表示される「レア」画像が存在する。レアは概ね「背景やキャラクターなどのグラフィックが、普段とは異なるものに差し替えられ」ただけで、プレイには影響しない。
なお『クターのアスレチックワールド』シリーズでは「レアキャラ」であるシャケの捕獲数がカウントされるが、やはりプレイには影響しない。『クターのタビペロ』シリーズも、同じく「レアキャラ」39（サンキュー）ボウヤの捕獲数がカウントされるが、こちらは捕獲数に応じた「おまけ」が入手できる。
ゲームによっては複数のレアが存在し、低確率で複数のレアが同時に表示されることもある。

### ウェブゲーム
Flashを用いたブラウザゲーム。いずれも無料で、インターネットランキング対応。Adobe Flashの2020年でのサポート終了により、HTML5への移行が進んでいる。
ゲームには
「クターのフープ」
「クターのQS」
「クターのホイホイmini」
「クターのリンゴリッチテイスト」
「クターのボンダンス」
「クターのエアプッチン快」
「クターのボンダンスX」
「クターのマド」
「クターのECO2（エコツー）」
などがある。
またメニューの「カベガミ」から壁紙がダウンロード可能。壁紙はゲーム終了後の様子を描いたイラストで、ゲームごとに異なり、更にゲームの成績評価（S〜Eランク）に応じた6種類が用意されている。
年末年始や夏休みなどの定期イベントでのみプレイできるブラウザゲームもある。分割されたパネルをプレイヤー全員の協力で開く『メクリ』系と、クターを旅させるスタンプラリー風ゲーム『メグリ』系とがあり、イベントごとにいずれか1種が公開される。イベント中にゲームを終了させることで、プレゼントへの応募や期間限定の壁紙ダウンロードと言った特典が得られる。
開くパネルの位置やクターの移動距離は、ゲーム内のミニゲームの成績で決定される。ミニゲームは1日1回のみプレイでき、ゲームを終了させるにはミニゲームを何度もプレイしなければならない。
初期のゲームには、ミニゲーム練習用の「ミニミニゲーム」が併設されていた。これが「ウェブゲームミニ」の元になっている。

## クターの商品

### 販売されている商品
イラスト
2003年10月7日からセブン-イレブンのプリントサービス「ピクチャン」でイラストが販売されている。
サウンドトラック
2009年9月3日から10周年記念としてAC-MALL(EGG MUSIC直販)より「クターのサウン丼 〜ギガ盛り!〜 10th Anniversary SoundTracks」が販売されている。
グッズ
ClubTとUPSOLDにおいてTシャツやマグカップ等のグッズが販売されている。

### 過去の商品等
書籍
- 『すきすきクター』（ISBN 978-4-89814-150-2） - ローカスより出版されたファンブック。2000年9月27日発売[7][15]。
- 『すきすきクター アイムハングリーの巻』 （ISBN 978-4-89814-193-9） - ローカスより出版されたポストカードブック。2000年12月18日発売[7][15]。

タイピングソフト
2002年3月15日からボーステックより「クターのタイピングワールド」が販売されていた。2006年11月10日からはおまけのミニゲームつきで販売されていた。
グッズ
2002年4月15日からバンプレストよりストラップ・キーチェーン・チケットホルダーが販売されていた。また同年7月9日からナカジマコーポレーションよりぬいぐるみ・抱きまくら・フェイスクッション・マスコットも販売されていた。バンプレストはクレーンゲーム等の景品用ぬいぐるみも製造していた。